# Arctostaphylos pacifica
Arctostaphylos pacifica là một loài thực vật có hoa trong họ Thạch nam. Loài này được Roof mô tả khoa học đầu tiên năm 1962.